# Judicael di Rennes
Judicael (... – 888) fu re di Bretagna, unitamente a Alano il Grande, conte di Vannes, dall'876 (o 877) alla sua morte.

## Origine
Judicael era figlio del conte, non ereditario, di Rennes e poi re di Bretagna (unitamente a Pascweten, conte di Vannes), Gurvant e della moglie, di cui non si conosce il nome, che era la figlia secondogenita del re di Bretagna, Erispoë.

## Biografia
Di Judicael si hanno scarse notizie: secondo il cronista franco, Reginone, dopo le morti dei re di Bretagna, Pascweten e Gurvant, avvenute a poca distanza di tempo, Judicael, nato dalla figlia del re, Erispoë ed Alano il Grande, conte di Vannes, fratello di Pascweten, si divisero il regno di Bretagna.
Dopo la spartizione del regno tra i due pretendenti, sempre secondo Reginone, il loro rapporto non fu facile e Judicael ed Alano si combatterono tra loro, e portarono la devastazione sino al fiume Blavet (e alle città di Port-Louis e L'Orient), sino a che non trovarono l'accordo e si unirono per ampliare il loro regno.
Ma, sempre secondo Reginone, Judicael che era più giovane ed era assetato di gloria e desideroso di esaltare il suo nome non aspettava l'arrivo di Alano e degli alleati e cercava il combattimento, facendo strage di nemici. Ma con questo comportamento incauto che non perseguiva ciò che era più conveniente andò incontro alla morte.
Judicael morì in combattimento nel corso dell'888 e sempre secondo Reginone, la morte di Judicael, più coraggioso che previdente, avvenne combattendo contro i Normanni; Alano portò a termine la guerra ottenendo una grande vittoria. La morte di Judicael permise ad Alano il Grande di ottenere tutto il regno di Bretagna, che governò energicamente sino alla sua morte.

## Discendenza
Di Judicael non si conosce il nome di una eventuale moglie, e non si hanno notizie di alcuna discendenza

### Fonti primarie
- (LA)  Monumenta Germanica Historica, tomus I.

### Letteratura storiografica
- René Poupardin, I regni carolingi (840-918), cap. XIX, vol. II (L'espansione islamica e la nascita dell'Europa feudale) della Storia del Mondo Medievale, pp. 582–634.